# Superintegrables hamiltonsches System
|  | Dieser Artikel wurde auf der Qualitätssicherungsseite des Portals Mathematik eingetragen. Dies geschieht, um die Qualität der Artikel aus dem Themengebiet Mathematik auf ein akzeptables Niveau zu bringen. Bitte hilf mit, die Mängel dieses Artikels zu beseitigen, und beteilige dich bitte an der Diskussion! (Artikel eintragen) |

Ein superintegrables Hamiltonsches System ist in der klassischen Mechanik ein hamiltonsches System, welches ein integrables System im Sinne von Liouville ist und zusätzlich mehr Erhaltungsgrößen als Freiheitsgrade hat, weshalb man von Superintegrierbarkeit spricht.

## Definition
Ein hamiltonsches System auf einer {\displaystyle 2n}-dimensionalen symplektischen Mannigfaltigkeit {\displaystyle (M,\omega )} ist superintegrierbar, wenn folgenden Bedingungen gelten:
1. Es existieren {\displaystyle k>n} unabhängige Erhaltungsgrößen {\displaystyle F_{1},\dots ,F_{k}} und ihre gemeinsamen Niveauflächen, welche invariante Untermannigfaltigkeiten sind, sind die Fasern einer gefaserten Mannigfaltigkeit {\displaystyle F\colon M\to N=F(M)} über einer zusammenhängenden, offenen Teilmenge {\displaystyle N\subset \mathbb {R} ^{k}}.
2. Es existieren glatte reelle Funktionen {\displaystyle s_{ij}:N\to \mathbb {R} }, sodass die Poisson-Klammer der Erhaltungsgrößen gegeben ist durch {\displaystyle \{F_{i},F_{j}\}=s_{ij}\circ F}.
3. Die Matrix {\displaystyle S=(s_{ij})} hat auf {\displaystyle N} einen konstanten Defekt {\displaystyle m=2n-k}.

Wenn {\displaystyle k=2n-1} ist, dann ist das System maximal superintegrierbar. Im Fall {\displaystyle k=n} hat man keine Superintegrierbarkeit und man erhält ein vollständig-integrables hamiltonsches System.

## Aussagen
Der Satz von Mischtschenko-Fomenko für superintegrable Hamiltonsche Systeme verallgemeinert den Satz von Arnold-Liouville über Wirkungs-Winkelkoordinaten für vollständig integrable Hamiltonsche Systeme wie folgt:
Seien die invarianten Untermannigfaltigkeiten eines superintegrablen Hamiltonschen Systems zusammenhängend, kompakt und paarweise diffeomorph. Dann ist die Faserung {\displaystyle F\colon M\to N} ein Faserbündel, dessen Fasern Tori {\displaystyle T^{m}} sind. Es existiert zu jeder Faser eine offene Umgebung {\displaystyle U}, die ein triviales Faserbündel ist, ausgestattet mit den Faserbündelkoordinaten (verallgemeinerte Wirkungs-Winkelkoordinaten) {\displaystyle (I_{A},p_{i},q^{i},\phi ^{A})}, wobei {\displaystyle A=1,\ldots ,m}, {\displaystyle i=1,\ldots ,n-m}. Dabei sind {\displaystyle (\phi ^{A})} Koordinaten auf {\displaystyle T^{m}}. Diese Koordinaten sind die Darboux-Koordinaten auf einer symplektischen Mannigfaltigkeit {\displaystyle U}. Eine Hamilton-Funktion eines superintegrablen Systems hängt nur von den Wirkungsvariablen {\displaystyle I_{A}} ab, welche die Casimir-Funktionen der ko-induzierten Poisson-Struktur auf {\displaystyle F(U)} sind.
Der Satz von Liouville-Arnold für vollständig integrable Systeme und der Satz von Mischtschenko-Fomenko für superintegrable Systeme werden auf den Fall nicht-kompakter invarianter Untermannigfaltigkeiten verallgemeinert. Diese sind diffeomorph zu einem toroidalen Zylinder {\displaystyle T^{m-r}\times \mathbb {R} ^{r}}.